# Plombièrite
La plombièrite è un minerale.